# (21008) 1988 PE
(21008) 1988 PE est un astéroïde de la ceinture principale découvert en 1988.

## Description
(21008) 1988 PE a été découvert le 9 août 1988 à l'observatoire Palomar, situé au nord de San Diego en Californie, par Eleanor Francis Helin.

### Caractéristiques orbitales
L'orbite de cet astéroïde est caractérisée par un demi-grand axe de 2,31 UA, un périhélie de 1,71 UA, une excentricité de 0,26 et une inclinaison de 9,19° par rapport à l'écliptique. Du fait de ces caractéristiques, à savoir un demi-grand axe compris entre 2 et 3,2 UA et un périhélie supérieur à 1,666 UA, il est classé, selon la JPL Small-Body Database, comme objet de la ceinture principale d'astéroïdes.

### Caractéristiques physiques
(21008) 1988 PE a une magnitude absolue (H) de 14,3 et un albédo estimé à 0,285.